# Protagonista
Protagonista (řecky prótagónistés) je původně hlavní herec v antickém řeckém divadle. V prvních starořeckých hrách patrně vystupoval pouze chór a náčelník chóru. Předpokládá se, že prvního herce (protagonistu) uvedl na scénu Thespis, aby zvýšil variabilitu děje a spád.
Protagonista je představitel hlavní role (divadelní či filmový herec, tanečník v baletu, operní pěvec).
Protagonista je v literatuře, múzickém umění, filmovém umění nebo počítačových hrách hlavní postava (hrdina, klíčová postava) díla. Nemusí být nutně kladná, například Oblomov, protagonista stejnojmenného románu Ivana Alexandroviče Gončarova je postava záporná (záporný hrdina). Postava, která koná v opozici vůči protagonistovi, je antagonista. (V románu Oblomov je antagonistou Andrej Štolc, aktivní úspěšný muž.)
Pojem protagonista se užívá také ve významu vedoucí osobnost, průkopník.

## Původ slova
Řecké slovo prótagónistés je složeno z prótos, první, přední, a agónistés, bojovník, soutěžící. Původně tedy znamenalo prvního nebo předního bojovníka, případně uchazeče v soutěži. Řecké divadlo se provozovalo často jako soutěž, takže prótagonistés znamenal herce hlavní (a ve starší tragédii jediné) role, který se v soutěži ucházel o cenu nebo věnec. Když pozdější tragikové rozšířili počet rolí na dvě a tři, vznikl podobný pojem druhého a třetího agónisty – deuteragonisty, tritagonisty.

## Pleonasmus
Spojení „hlavní protagonista“ je pleonasmus, zjednodušeně výraz, který vyjadřuje víckrát totéž.